# Panorama-Dramatique
Le Panorama-Dramatique est un théâtre du boulevard du Temple inauguré le 14 avril 1821 et fermé, après faillite, le 21 juillet 1823 (après 2 ans et trois mois).

## Création du théâtre
Le privilège du Roi fut accordé pour un nouveau théâtre, grâce à l’entregent d’un ami, le fameux baron Taylor, à Pierre Alaux, dit Alaux l'aîné, peintre comme lui et architecte de formation. Il était permis d’y jouer drames, comédies et vaudevilles mais seulement deux acteurs parlants au plus étaient autorisés en scène. La salle fut construite sur le boulevard du Temple, en face du Jardin turc, à côté de l’ancienne salle Lazzari, par les architectes Vincent et Chatelain qui, pour satisfaire les désirs d’Alaux, firent des prouesses pour lui donner près de 1500 places sur l’emplacement exigu de l’ancien site du Café d’Apollon (ou Café du bosquet). À l’intérieur, une coupole soutenue par « un grand ordre corinthien arabesque, avec des ornements gracieux sur fond vert tendre ». 
Alaux était décidé à faire de cette nouvelle salle « un champ d’expériences ». Comme le nom du théâtre l’indique, le fond  forme une paroi concave qui, faisant disparaître les coulisses traditionnelles, transforme la scène en un hémicycle qui supporte les décors et s’éclaire à partir des frises. Les acteurs entrent par des ouvertures qui y sont ménagées. Des châssis mobiles peuvent selon les toiles représenter des buissons, des rochers, des replis du sol, etc.  L’espace de scène, avec les dessous, est profond de près de 30 m.
Alaux, s’il n’était pas un véritable chef de troupe,  se montra pour la scène un peintre habile, imaginatif et se concentra sur des mises en scène intelligentes avec de splendides décors qui attirèrent régulièrement des spectateurs du beau monde. Des fauteuils recouverts de velours rouge constituaient une nouveauté et apportaient un luxe et un confort inhabituels à une époque où on se contentait sans trop rechigner de banquettes sommaires. Une attraction surprise était un rideau mécanique d’avant-scène, constitué de miroirs juxtaposés, qui se manœuvrait – bruyamment - aux entractes et où les spectateurs pouvaient contempler leurs reflets et suivre leurs mouvements de toute la salle. Dans la troupe, ne figuraient pas au départ d’artistes connus et il fallut en embaucher de plus confirmés. Il y avait, entre autres, un inconnu nommé Bouffé qui allait devenir un comédien de renom et le couple d'enfants, Lingot et Bordes (dite Fanfette).
L’inauguration eut lieu le 14 avril 1821. On joua Monsieur Boulevard, un prologue d’un acte avec couplets, de Carmouche et Rougemont, suivi par un mélodrame en 3 actes, à grand spectacle, Ismayl et Maryam, ou l'Arabe et la Chrétienne, de Dupetit-Méré et Taylor. Le succès fut encourageant.

## Principaux succès[7]
Première période
- 30 avril 1821 : À-propos[8] pour le baptême du duc de Bordeaux : le vaudeville Les Faubouriens de Paris ou la Fête du peuple, de Duperche et Dubois.
- 24 août : La Fête au village, vaudeville en 1 acte, de Dupetit et Villeneuve. À-propos préparé pour la fête du Roi[9].
- 15 septembre : Le Temple de la mort ou Ogier le Danois, mélodrame en 3 actes, de Cuvelier et Léopold. Une bonne partie du succès était due aux décors peints par Alaux.
- 13 octobre : Les Cinq Cousins, vaudeville en 1 acte de Alexandre-Marie Maréchalle et Charles Hubert. Cette pièce plut beaucoup. Francisque aîné (de), alors débutant, y jouait les rôles des 5 cousins.
- 30 octobre : Le Délateur, drame en 3 actes, adapté de l’italien par Nodier et Taylor.
- 24 novembre : Rosalba d’Arandès, mélodrame en 3 actes à grand spectacle, de Caigniez et Villiers. La pièce fut sauvée par ses décors somptueux.
- 31 décembre : Le Petit Espiègle et la Bonne Sœur, enfantillage en 1 acte de Maréchalle et Hubert. Pièce où le couple de jeunes acteurs, Lingot et Bordes se firent très applaudir.
- 12 mars 1822 : Le Courrier de Naples, mélodrame historique en 3 actes, de Boirie, D'Aubigny et Pujol père. Nouvelle mouture du Courrier de Lyon[10] qui fut très appréciée.
- 24 mars : Les Enfants maîtres, vaudeville en 1 acte de Labesse. Le jeu des acteurs enfants prodiges toucha un nombreux public.

Seconde période
La gestion du théâtre laisse à désirer depuis longtemps malgré le talent et les efforts de son directeur qui avait vu trop grand. Le comité de direction remplace Pierre Alaux par M. Langlois le 1er avril 1822. Le nouveau comité de lecture rassemblera, pour les plus connus, Charles Nodier, le baron Taylor et Auguste Jal.
- 16 avril 1822 : Les Deux Pensions, tableau en 1 acte, avec couplets, de Maréchalle et Hubert. Mince succès, et déception notable apportée par le duo des acteurs enfants, cette fois moins inspirés.
- 30 avril : La Bonne Mère, comédie en 1 acte de Florian. Succès d’estime où débutèrent deux comédiens transfuges du Théâtre des Variétés, Bertin et Dubiez, et de la comédienne Mlle Hugo qui venait du Théâtre du Gymnase.
- 11 mai : Le Déserteur, ballet pantomime en 3 actes, de Dauberval. La danseuse Mlle Chéza fit des débuts remarqués.
- 22 mai : Le Lutin amoureux, pièce en 2 actes à grand spectacle, de Rougemont. Une transposition au théâtre du Diable amoureux de Jacques Cazotte. Belle mise en scène mais succès mitigé.
- 1er juin : Annette et Lubin, ballet-pantomime en 1 acte, de Dauberval. Nouveau succès personnel de Mlle Chéza.
- 4 juin : Le Fou raisonnable, comédie en 1 acte, de Joseph Patrat. Début du comédien Hérault.
- 9 juillet : Ali-Pacha, mélodrame en 3 actes, à grand spectacle, de Hyacinthe et Alfred. Cette pièce obtint un succès d'estime.
- 20 juillet : Le Vieillard malgré lui, comédie en 1 acte, de Mme de Staël. Pièce posthume qui ne rappela pas le talent de son célèbre auteur. Elle ne fit qu’une représentation.
- 24 août : La Comédie à la caserne, pour la célébration de la fête du Roi, vaudeville en 1 acte de Dautreville, qui eut un succès médiocre. L’à-propos initialement prévu, Une journée d'Henri IV ou le Bon répondant, avait été censuré à cause de la satire des courtisans et des conseillers politiques du Roi.
- 10 septembre : La Lampe merveilleuse, féerie[11] à couplets, transposée de l’opéra homonyme par Carmouche et Merle. Ce spectacle aux décors magnifiques reçut un excellent accueil.
- 16 octobre : Le Revenant, mélodrame en 2 actes, de Desenne. Selon le critique Lecomte, ce fut « un succès d’ennui ».
- 26 novembre : Bertram ou le Pirate, mélodrame en 3 actes[12], adapté de l’anglais, par Pichat, Taylor et Charles Nodier. Cette pièce n'obtint qu'un demi-succès, dû surtout à l'interdiction de la censure ecclésiastique qui avait critiqué une cérémonie funèbre devant se dérouler dans une église et qui finalement la leva.
- 8 décembre : Les Deux Baillis ou le Mariage par procuration, comédie en 1 acte, inspirée de celle du Comédien d’Étampes, de Leblanc de Ferrière. Pièce intéressante où s’illustrèrent Bertin et Bouffé.
- 31 décembre : Le Présent ou l’Heureux Quiproquo, comédie en 1 acte de Patrat. Succès mitigé. C’est cette pièce qui fit le jour de l’an.

Troisième période
À cette époque, le théâtre du Panorama-Dramatique accuse un déficit d’environ 60 000 francs. Langlois est contraint de déposer le bilan. La continuité..., éphémère, du spectacle est alors assurée par un créancier totalement incompétent nommé Chedel :
- 4 janvier 1823 : Poucet et Croquemitaine, féerie adaptée du conte, en 1 acte de Taylor[13]. La petite Bordes, qui y était maintenant actrice invitée, fut très applaudie dans le rôle de Poucet.
- 18 janvier : Tringolini ou le Double Enlèvement, comédie burlesque en 3 actes de Saint-Hilaire. Ce spectacle plut et se joua plusieurs semaines.
- 1er février : Les Deux Fermiers ou la Forêt de Saint-Vallier, mélodrame en 3 actes, de Ménissier, Dubois et Saint-Ange. Une réussite honorable.
- 3 avril : Jenny ou le Mariage secret, ballet-pantomime en 3 actes, d’Aumer. Succès retentissant avec une prestation applaudie de la ballerine Mlle Chéza.
- 15 avril : à partir de ce mois, les pièces marchent bien : Les Trois Trilby, comédie inspirée d’un roman de Nodier, La Vieille Femme colère, Les Inséparables, La Cousine supposée...
- 24 avril : les succès ne furent pas des triomphes capables de rembourser la dette et Langlois, toujours juridiquement responsable, dépose le bilan.
- 17 juin : Le Pauvre Berger, mélodrame historique en 3 actes, de Carmouche, d’Aubigny et Hyacinthe. Spectacle qui remplit les chroniques, à cause d’un incident qui perturba la première. La mise en scène avait prévu de vrais moutons plutôt que des silhouettes de carton. Les bêtes sous le premier tonnerre des applaudissements s’effrayèrent et dévalèrent dans la salle. Le carton fut remis à l’honneur aux séances suivantes[14].
- 4 juillet : La Romance et la Gavotte, comédie en 1 acte, avec couplets, de Carmouche et Courcy. Cette pièce ne fut mémorable que parce qu’elle fut la dernière que monta le Panorama-Dramatique.
- 21 juillet 1823 : sur ordre ministériel, ce fut le jour désigné de la clôture définitive du théâtre.

On a beaucoup critiqué alors cette décision des autorités qui débauchait deux cents personnes. Déjà, depuis le début de l’année 1823, des brochures émanant de la troupe avaient dénoncé les insuffisances des gestionnaires successifs. Et il y eut même des accusations d’indélicatesse, mais, comme le dit Lecomte dans sa chronique, cela fait partie dans ces moments-là des classiques règlements de compte.

## Bilan du théâtre
Le Panorama-Dramatique avait trop tôt disparu des spectacles parisiens, même s'il n'avait pas brillé par l'originalité des œuvres. Il avait monté 68 pièces dont 48 nouveautés (34 imprimées seulement) pour 20 reprises. L’effort louable de la décoration, l’audace des mises en scène lui avaient gagné l’estime des connaisseurs qui ont, comme les comédiens, espéré jusqu’au bout qu’il pourrait rouvrir. La troupe n’eut droit qu’à 5 représentations à leur profit mais qui leur rapporta la somme de 8200 francs.
Peu de temps après, ce bâtiment au concept novateur fut démoli pour construire un immeuble de 6 étages. Mais l’élan était donné. Le théâtre Panorama-Dramatique reste comme l’initiateur d’un progrès énorme accompli dans la mise en scène, par le luxe du détail et l’inventivité pour gagner en vérité. Le philanthrope passionné et inlassable baron Taylor, les talentueux Jacques Daguerre et Pierre-Luc-Charles Ciceri, tous anciens camarades d’Alaux, qui commençaient à dépoussiérer l’opéra, allaient bientôt révolutionner toute la scène française.